# Dinastia Han
La dinastia Han (漢朝T, 汉朝S, HàncháoP) governò la Cina dal 206 a.C. al 220 d.C. Fu preceduta dalla dinastia Qin e seguita dal periodo dei Tre Regni. La dinastia Han diede in seguito anche il suo nome alla popolazione etnica cinese per differenziarsi dalle numerose altre minoranze etniche presenti in Cina.
Il periodo della dinastia Han è considerato spesso, a livello divulgativo, l'Età classica cinese.

## Descrizione
La dinastia fondata dalla famiglia Liu (刘), regnò sulla Cina per quattro secoli diffondendo la sua influenza sul Vietnam, l'Asia centrale, la Mongolia e la Corea.
Durante la dominazione Han, il confucianesimo divenne la filosofia ufficiale di stato, l'agricoltura e il commercio prosperarono, tanto che la popolazione raggiunse i 50 milioni di abitanti, di cui tre milioni abitavano la capitale Chang'an 长安, di fatto la più grande metropoli del suo tempo.
La dinastia Han si divide in due periodi: il primo detto "dinastia degli Han anteriori" (Qian Han 前汉) o anche dinastia Han occidentale (Xi Han 西汉) fiorì dal 206 a.C. - al 9 d.C. ed ebbe come capitale Chang'an. Il secondo periodo è definita "dinastia degli Han posteriori" (Hou Han 后汉) o anche "dinastia Han orientale" (Dong Han 东汉) dal 25 d.C. - al 220 d.C. con capitale Luoyang, più a est rispetto a Chang'an, da cui il nome dinastico. 
Tra il 9 ed il 24 d.C. regnò per breve tempo la dinastia Xin. Attualmente si predilige la distinzione tra orientali-occidentali per evitare confusione con la meno nota dinastia degli "Han posteriori" del periodo delle Cinque Dinastie e dieci Regni, sebbene gli storici cinesi, come Sima Guang, abbiano utilizzato l'altra distinzione.
Durante la dinastia Han si ebbero grandi progressi intellettuali, letterari, artistici e scientifici. Fu perfezionata l'invenzione della carta tanto da poterla utilizzare quale supporto per la scrittura e soppiantare così il precedente sistema su seta o su piccole liste di bambù. Durante questa dinastia visse il più famoso storico cinese, Sima Qian司马迁 (145 a.C. -87? a.C.), il cui Shiji史记 o Memorie Storiche fornisce tavole genealogiche, biografie e cronache dai tempi dei sovrani leggendari fino ai tempi dell'imperatore Wudi 汉武帝(141 a.C.- 87 a.C.).

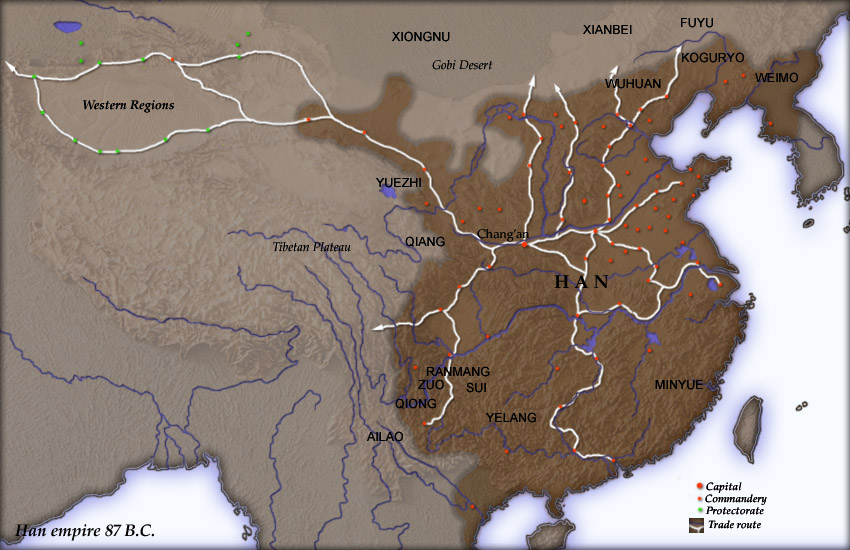
L'impero Han nell'87 a.C.

La forza militare della dinastia Han permise all'impero di espandersi a occidente nella pianura desertica del Tarim, dove erano situate le città-stato e i principati dei Tocari, Saci e Sogdiani nella provincia del Sinkiang-Uigur attualmente di etnia prevalentemente uigura. In questo modo la via della seta veniva resa sicura fino al Pamir, ai confini con la Battriana nell'odierno Afghanistan.
Anche il Vietnam settentrionale e la Corea furono invasi dagli eserciti Han. In questo periodo si sviluppa il sistema di tributi in base al quale stati periferici indipendenti o semi-indipendenti pagano una sorta di omaggio formale di sottomissione alla Cina, inviano doni e stabiliscono sistemi di commercio regolato, in cambio della pace e del riconoscimento alla legittimità al governo locale. Anche l'invio di principesse cinesi servì a mantenere l'equilibrio diplomatico con i vicini, soprattutto con le tribù e le confederazioni nomadi del nord, in particolare con i Xiongnu e i Wusun.

## La fondazione della dinastia
Dopo appena tre mesi dalla morte di Qin Shi Huang si diffusero in tutto l'impero rivolte contadine, ribellioni da parte di prigionieri e di militari e congiure da parte dei discendenti delle famiglie nobili del periodo degli Stati Combattenti. Questi attacchi portarono alla caduta della dinastia Qin nel 206 a.C..
Tra i capi delle rivolte si mise in luce Xiang Yu, già comandante militare oltre che discendente della nobiltà dello stato di Chu, che si appoggiò alle vecchie strutture nobiliari pre-Qin. Mentre al sud Xiang Yu sconfiggeva l'esercito inviato a contrastarlo, Liu Bang a capo di una rivolta contadina entrava nella capitale, deponeva l'ultimo sovrano della dinastia Qin e abrogava tutte le leggi più efferate promulgate contro i contadini.
All'arrivo nella capitale dell'esercito di Xiang Yu la città fu saccheggiata, la biblioteca imperiale bruciata e Xiang Yu si autoproclamò Sovrano egemone di Chu Occidentale (utilizzando una terminologia che si discostava dal titolo imperiale di "huangdi" e riproponeva una terminologia del tardo periodo Zhou) dando a Liu Bang il titolo di Sovrano di Han, dal nome di uno dei diciotto regni in cui intendeva suddividere l'impero. Liu Bang allora raccolse attorno a sé tutti i capi delle rivolte che non accettavano l'egemonia di Xiang Yu e cominciò una guerra civile che si protrasse fino al 202 a.C. quando Xiang Yu, accerchiato nell'attuale provincia dell'Anhui, dopo la battaglia di Gaixia si suicidò.
Alla fondazione dell'impero Han si assistette a un mantenimento dei governatorati e dei distretti di epoca Qin, sotto controllo imperiale, ma anche all'introduzione contemporanea di una serie di stati, detti guo, che ricordavano la ripartizione territoriale del periodo degli Stati Combattenti posti sotto la sovranità ereditaria dei capi delle rivolte anti-Qin.

Già nel 196 a.C. gli stati indipendenti furono ridotti a uno, tre per l'eliminazione del sovrano per mano imperiale, e tre per esautorazione e sostituzione di tutti i sovrani con principi di famiglia imperiale.

## Il consolidamento dell'impero
Alla morte di Liu Bang, chiamato da allora Gao Zu, l'Imperatrice vedova Lü Zhi sterminò tutte le altre mogli e concubine, oltre che la quasi totalità dei suoi figli avuti con altre donne e mantenne il dominio a corte durante il regno dei due Han Shaodi e di Han Huidi.
Durante i regni di Han Huidi e Han Jingdi si assistette anche a un breve ritorno dell'ideologia legista e ad un rifiorire a corte del Taoismo.
Solo dopo la morte dell'imperatrice vedova, tutti i suoi parenti furono sterminati o sollevati dalle cariche e fu posto sul trono Han Wendi che, come l'imperatore Han Jingdi, si trovò a confrontarsi con sempre crescenti difficoltà causate dagli stati indipendenti in seno all'impero. La situazione esplose nel 154 a.C. quando Liu Pi, sovrano dello stato di Wu, si mise a capo di una ribellione detta la Rivolta dei Sette Regni, presto repressa, da parte degli stati, pur retti da familiari dello stesso clan imperiale, contro l'impero.

### Wudi
Il regno di Wudi segnò una svolta nell'impero Han: un regno segnato da un forte espansionismo e con imponenti masse di cinesi inviate a popolare la regione dell'Ordos. Tra le conquiste possiamo annoverare: a nord, nel 129 a.C. i Xiongnu, a ovest, nel 101 a.C. l'esercito si spinse fino alla valle del Sir-darya nella regione di Fergana, a est nel 106 a.C. la Manciuria meridionale e la Corea, a ovest, nel 109 a.C. i regni di Yelang e Dian (nell'attuale Yunnan), a sud nel 111 a.C. il regno vietnamita di Nan Yue.
Fu intrapresa in aree estese ed aride una grande attività di scavo di canalizzazioni e di irrigazione. Nel 129 a.C. fu completato un canale di più di cento chilometri che dal fiume Wei, su cui sorgeva la capitale, conduceva allo Huang He, il fiume Giallo. Gli stati interni all'impero furono svuotati di potere: i funzionari non furono più scelti dai sovrani locali ma imposti dalla corte imperiale, un nuovo sistema di successione obbligò gli stati a frazionarsi in unità sempre più piccole, mentre molti furono semplicemente sciolti con l'accusa di scarsa lealtà.
Per indebolire la classe dei mercanti, in rapida ascesa, oltre che per incamerare nelle casse imperiali le somme necessarie per l'espansione, Han Wudi trasformò i commerci principali (alcol, sale, ferro e il conio delle monete) in monopoli di Stato. Contemporaneamente vietò la compravendita terriera ai mercanti, senza però riuscire ad impedire l'instaurarsi di una classe di proprietari latifondisti.
Il modello statale e imperiale di Han Wudi divenne la base politica e ideologica fondante di quasi tutta la successiva tradizione cinese, l'impero ora poteva guardare sé stesso non più come a uno stato tra barbari ma come una fonte di ordine e regolamentazione di tutte le terre conosciute e come origine della legittimità di tutti i sovrani cui veniva in contatto.
Fu con Han Wudi che il confucianesimo ottenne la sua definitiva vittoria sulle altre filosofie sociali cinesi e si impose a corte e nel paese.

### L'apparato amministrativo
Dall'imperatore dipendevano i Tre duchi: il Gran Maresciallo, da cui dipendeva l'esercito, il Gran Consigliere, da cui dipendeva l'amministrazione civile e i nove dignitari, e il Gran Censore, da cui dipendevano gli ispettori e il sistema di controllo dell'amministrazione stessa.
Con Han Wudi la Segreteria, organo di palazzo formato da eunuchi, assunse un ruolo sempre più importante nella formulazione delle linee politiche dell'impero. Nessun funzionario a nessun livello poteva operare nella regione di cui era nativo. Han Wudi introdusse l'ulteriore norma per cui nessun funzionario avrebbe mai potuto prestare servizio nella zona d'origine dell'ispettore regionale (dipendente dal censorato) a lui preposto.

I membri dell'amministrazione venivano scelti tra quanti frequentavano l'università imperiale, taixue太学, o per segnalazione o per essere membri influenti di importanti famiglie.
La tassazione era basata su due principali imposte: quella sulla terra, che prevedeva il versamento di un quindicesimo del raccolto, e del testatico, successivamente portato da Han Wudi ad un trentesimo. I funzionari e gli aristocratici erano esentati dalle tasse.
Con l'estendersi delle grandi proprietà fondiarie, spesso di funzionari e aristocratici o di mercanti che con essi si erano imparentati o che in qualche misura riuscivano ad eludere le tasse, il carico fiscale ai danni dei piccoli contadini andò però aggravandosi sempre più.
Ciò provocò un aumento del potere reale da parte delle grandi famiglie latifondiste, che sempre più, per mezzo di matrimoni, erano in grado di controllare funzionari e fazioni a corte, talora appoggiando o lottando contro altre fazioni di eunuchi.

### La via della seta
I traffici lungo la via della seta rappresentarono l'interscambio commerciale tra l'Impero romano e la Cina. I beni scambiati erano seta e pietre preziose dalla Cina e vetro, avorio, argento e incenso dall'Impero romano. Era nota anche una via marittima che portava dal Nilo alla costa africana e, di lì sfruttando gli alisei, in India. Dall'India, circumnavigando la penisola malese, si poteva arrivare alla foce del Zhu Jiang珠江, o Fiume delle Perle. In quell'area sono state trovate monete romane. Nel Hou Hanshu (Storia degli Han Orientali) è registrato l'arrivo di un'ambasciata da Da Qin (come era nota Roma a quel tempo in Cina) da parte del sovrano romano An Dun (Antonius? il candidato più probabile è Marco Aurelio che si fece chiamare anche col nome del suo predecessore Antonino Pio, in forma di rispetto).
L'ambasciata raggiunse Luoyang nel 166 e fu ricevuta alla corte dell'imperatore Han Huandi, ma la sua provenienza fu messa in dubbio a causa dei modesti doni offerti, per lo più di origine indiana e africana. Ovviamente la missione potrebbe essere stata realmente proveniente dall'impero romano, del tutto ignaro dell'uso del sistema di tributo in uso presso la corte cinese.
Sporadici contatti, ancora dubbi, sono segnalati in Afghanistan tra truppe cinesi e truppe romane mercenarie al soldo di signori locali, forse sbandati dopo la sconfitta di Marco Licinio Crasso.
Ulteriori tentativi cinesi di mettersi in contatto con l'impero romano, con ambasciatori che giunsero fino alle sponde del Mar Nero o del Mar Caspio, furono fatti fallire dai Parti che avevano tutto da perdere, dato il loro vantaggioso ruolo di intermediatori nel commercio intercontinentale.
I primi monaci buddhisti raggiunsero la Cina attraverso la via della seta durante questa dinastia, ma il loro impatto fu pressoché nullo. Solo dopo la definitiva caduta dinastica il Buddhismo si sarebbe diffuso compiutamente.

## La dinastia Xin
Una serie di catastrofi naturali segnarono l'ultima parte della dinastia degli Han Occidentali. Questo faceva ritenere che il Mandato del Cielo tian ming potesse essere stato ritirato, e che una nuova dinastia fosse imminente.
Una spaccatura in seno al confucianesimo fu dovuta a un ritrovamento, dietro un muro della casa di Confucio, di suoi testi scritti in grafia antica, guwen, cioè nello stile del piccolo sigillo, precedente alla grafia di epoca Qin. Questi testi differivano lievemente dagli stessi riscritti a memoria dopo il rogo dei libri decretato da Qin Shi Huang.
Liu Xin (32 a.C.-23 d.C.), confuciano e bibliotecario imperiale, sponsorizzò la lettura razionalista dei testi in grafia antica, mentre altri filosofi mantennero la tradizione della grafia nuova e la lettura esoterica. Liu Xin appoggiò Wang Mang il quale riuscì a prendere il potere e a proclamare nel 9 d.C. una nuova dinastia, la dinastia Xin (9 d.C.-24 d.C.), che sarebbe stata sconfessata da tutta la storiografia ufficiale successiva che avrebbe visto in Wang Mang il prototipo dell'avido usurpatore.
Le riforme intraprese da Wang Mang furono radicali: la schiavitù fu abolita, così come il latifondo, le terre statalizzate e distribuite in piccoli appezzamenti secondo il sistema jintian dei Campi a pozzo, la moneta antica fu svalutata, l'oro reso di proprietà statale e distribuite monete di nuovo conio (a imitazione di quelle degli Stati Combattenti) a valore del cambio sopravvalutato. I monopoli di stato furono estesi a includere i prodotti delle montagne e dei fiumi e il controllo dei granai di cereali per la calmierazione dei prezzi changpingcang.
La riforma fu un totale insuccesso: i funzionari che avrebbero dovuto realizzarla erano gli stessi che ne avrebbero patito le maggiori conseguenze.
Con il proseguire delle catastrofi naturali, compresa l'esondazione dello Huang He che si divise in due rami a est dello Shandong andando a sfociare parte nel Golfo di Bohai e parte nel Mar Giallo, si svilupparono anche movimenti di rivolta.
Nello Shandong si formò l'esercito dei Sopraccigli Rossi, Chimei (dal colore con cui si tingevano le sopracciglia per incutere terrore e distinguersi dai soldati di Wang Mang), mentre nel Hubei e nel Henan si organizzò l'"Esercito del Bosco Verde", Lülinjun, comandato da membri del clan imperiale Liu. Nel 23 l'Esercito del Bosco Verde sconfiggeva un'enorme armata di Wang Mang, che fu ucciso, mentre marciava su Chang'an. Liu Xuan fu proclamato imperatore ripristinando la dinastia degli Han Occidentali e scegliendo come nome di era storica Gengshi, ossia Rinascita.

## La dinastia degli Han Orientali
Liu Xuan stabilì nel 23 la capitale a Luoyang, a oriente dei valichi che portano a Chang'an. Nel 25 la riportò a Chang'an, ma i Sopraccigli Rossi espugnarono la città, uccisero Liu Xuan e proclamarono un nuovo imperatore. Liu Xiu, parente e compagno di Liu Xuan già entro il 29 sarebbe riuscito a vendicarlo e sconfiggere i Sopraccigli Rossi e, nel 36, a riconquistare tutte le province dell'impero fissando definitivamente la capitale a Luoyang.
Liu Xiu divenne così il primo sovrano degli Han Orientali, passato poi alla storia con il nome di Guangwudi.
Le leggi di Wang Meng furono abolite, fu abbandonato il sistema dei monopoli e i latifondisti poterono utilizzare manodopera servile. Alla fine del regno di Guangwudi la popolazione era di appena 21 milioni di persone, poco più di un terzo rispetto al censimento fatto durante l'effimera dinastia Xin. La carestia, le guerre e i disordini avevano causato una spaventosa crisi di popolazione.
I Xiongnu si stabilirono dentro l'ansa del Huang He mentre l'Asia centrale riuscì a essere riconquistata e tenuta solo dal 123 al 150.

### La crisi
A partire da Han Hedi (89-105) ci furono ben otto imperatori che salirono al trono adolescenti o bambini: ciò permetteva alle famiglie delle madri di esercitare il potere, mentre, a corte, vi si contrapposero gli eunuchi. Nel 147, con Han Huandi nominato imperatore, la fazione degli eunuchi prese il potere mandando a morte il reggente Liang Ji e tutta la sua famiglia allargata.
Le famiglie che fino ad allora avevano controllato le successioni imperiali si coalizzarono nella Pura Corrente, qingliu, con lo scopo di rimuovere, declassare o uccidere gli eunuchi. Nel 166 l'imperatore cominciò a punire gli appartenenti alla Pura Corrente, ma la sua morte e la successione di Han Lingdi ancora bambino, impedirono una totale vittoria. Con il nuovo imperatore si preparò la sconfitta degli eunuchi, ma un loro colpo di Stato prevenne la mossa e nel 170 furono in grado di costringere al suicidio il reggente e ad incarcerare funzionari della Pura Corrente e un centinaio di confuciani dell'università imperiale. Da allora il potere degli eunuchi fu incontrastato.
Mentre alle frontiere i Xiongnu, i Xianbei e i proto-tibetani Qiang premevano o insorgevano, nell'impero esplose nel 184 la rivolta dei Turbanti Gialli, huangjin. Questo era un gruppo millenaristico imbevuto di ideali taoisti, che propugnava l'uguaglianza universale, il ritorno alla pace, l'abolizione della ricchezza, si preoccupava per la cura dei malati e annunciava il prossimo realizzarsi di una nuova età.
Per domare la rivolta dei Turbanti Gialli, che arrivarono ad avere un esercito di 350.000 uomini, i latifondisti ricorsero alla mobilitazione di eserciti mercenari. Una volta sconfitti i rivoluzionari i nuovi capi militari passarono a massacrare tutti gli eunuchi nella capitale, deporre l'imperatore Han Shaodi ed a sostituirlo con Han Xiandi. Nel corso di questi eventi nel 190 fu incendiata la biblioteca imperiale.
Con il collasso dell'impero, l'imperatore venne esiliato a Xuchang nello Henan, mentre il potere reale passava a tre capi militari: Cao Cao, nella regione delle capitali Han e nel nord della Cina, Sun Quan nella regione meridionale, mentre il Sichuan passava a Liu Bei.
La dinastia infine cadde nel 220 per dare spazio al periodo dei Tre Regni in cui le tre aree in cui era stato ripartito l'impero Han si sarebbero costituite come tre stati indipendenti e in lotta per la supremazia.

## Imperatori della dinastia Han occidentale
| Nomi Postumi | Cognomi familiari e nomi                                                | Periodo di regno  | Ere di governo e loro datazione |
| --- | ----------------------------------------------------------------------- | ----------------- | --- |
| Per convenzione cinese i sovrani Han portano il nome della dinastia e il nome postumo seguito da di, imperatore: "Han" + nome postumo + "di" con l'eccezione di: Liu Gong, Liu Hong, Liu He, Liu Ying, Liu Yi e Liu Bian |                                                                         |                   | |
| Dinastia Han Occidentali 206 a.C.-9 d.C., 23-25 |                                                                         |                   | |
| Gao Zu (高 pinyin: gāo) | Liu Bang (刘邦 pinyin: liú bāng)                                        | 206 a.C.-195 a.C. | non esiste |
| Hui (惠 pinyin: hùi) | Liu Ying (刘盈 pinyin: liú yíng)                                        | 195 a.C.-188 a.C. | non esiste |
| Shao (少 pinyin: shào) | Liu Gong (刘恭 pinyin: liú gōng)                                        | 188 a.C.-184 a.C. | non esiste Nota: reggenza dell'Imperatrice vedova Lü |
| Shao (少 pinyin: shào) | Liu Hong (刘弘 pinyin: liú hóng)                                        | 184 a.C.-180 a.C. | non esiste Nota: reggenza dell'Imperatrice vedova Lü |
| Wen (文 pinyin: wén) | Liu Heng (刘恒 pinyin: liú héng)                                        | 180 a.C.-157 a.C. | Houyuan (后元 pinyin: hòu yúan) 163 a.C.-156 a.C. |
| Jingdi (景 pinyin: jĭng) | Liu Qi (刘启 pinyin: liú qĭ)                                            | 157 a.C.-141 a.C. | Zhongyuan (中元 pinyin: zhōng yúan) 149 a.C.-143 a.C. Houyuan (后元 pinyin: hòu yúan) 143 a.C.-141 a.C. |
| Wu (武 pinyin: wŭ) | Liu Che (刘徹 pinyin: liú chè)                                          | 141 a.C.-87 a.C.  | Jianyuan (建元 pinyin: jìan yúan) 140 a.C.-135 a.C. Yuanguang (元光 pinyin: yúan gūang) 134 a.C.-129 a.C. Yuanshuo (元朔 pinyin: yúan shùo) 128 a.C.-123 a.C. Yuanshou (元狩 pinyin: yúan shòu) 122 a.C.-117 a.C. Yuanding (元鼎 pinyin: yúan dĭng) 116 a.C.-111 a.C. Yuanfeng (元封 pinyin: yúan fēng) 110 a.C.-105 a.C. Taichu (太初 pinyin: tài chū) 104 a.C.-101 a.C. Tianhan (天汉 pinyin: tīan hàn) 100 a.C.-97 a.C. Taishi (太始 pinyin: tài shĭ) 96 a.C.-93 a.C. Zhenghe (征和 pinyin: zhēng hé) 92 a.C.-89 a.C. Houyuan (后元 pinyin: hòu yúan) 88 a.C.-87 a.C. |
| Zhao (昭 pinyin: zhāo) | Liu Fuling (刘弗陵 pinyin: liú fúlíng)                                  | 87 a.C.-74 a.C.   | Shiyuan (始元 pinyin: shĭ yúan) 86 a.C.-80 a.C. Yuanfeng (元凤 pinyin: yúan fèng) 80 a.C.-75 a.C. Yuanping (元平 pinyin: yúan píng) 74 a.C. |
| Principe He di Changyi (昌邑王 pinyin: chāng yí) | Liu He (刘贺 pinyin: liú hè)                                            | 74 a.C.           | Yuanping (元平 pinyin: yúan píng) 74 a.C. |
| Xuan (宣 pinyin: xūan) | Liu Xun (刘询 pinyin: liú xún) o Liu Bingyi (刘病已 pinyin: liú bìngyĭ) | 74 a.C.-49 a.C.   | Benshi (本始 pinyin: bĕn shĭ) 73 a.C.-70 a.C. Dijie (地节 pinyin: dì jíe) 69 a.C.-66 a.C. Yuankang (元康 pinyin: yúan kāng) 65 a.C.-61 a.C. Shenjue (神爵 pinyin: shén júe) 61 a.C.-58 a.C. Wufeng (五凤 pinyin: wŭ fèng) 57 a.C.-54 a.C. Ganlu (甘露 pinyin: gān lù) 53 a.C.-50 a.C. Huanglong (黃龙 pinyin: húang lóng) 49 a.C. |
| Yuan (元 pinyin: yúan) | Liu Shi (刘奭 pinyin: liú shì)                                          | 49 a.C.-33 a.C.   | Chuyuan (初元 pinyin: chū yúan) 48 a.C.-44 a.C. Yongguang (永光 pinyin: yŏng gūang) 43 a.C.-39 a.C. Jianzhao (建昭 pinyin: jìan zhāo) 38 a.C.-34 a.C. Jingning (竟宁 pinyin: jìng níng) 33 a.C. |
| Cheng (成 pinyin: chéng) | Liu Ao (刘骜 pinyin: liú áo)                                            | 33 a.C.-7 a.C.    | Jianshi (建始 pinyin: jìan shĭ) 32 a.C.-28 a.C. Heping (河平 pinyin: hé píng) 28 a.C.-25 a.C. Yangshuo (陽朔 pinyin: yáng shùo) 24 a.C.-21 a.C. Hongjia (鸿嘉 pinyin: hóng jīa) 20 a.C.-17 a.C. Yongshi (永始 pinyin: yŏng shĭ) 16 a.C.-13 a.C. Yuanyan (元延 pinyin: yúan yán) 12 a.C.-9 a.C. Suihe (隋和 pinyin: sūi hé) 8 a.C.-7 a.C. |
| Ai (哀 pinyin: āi) | Liu Xin (刘欣 pinyin: liú xīn)                                          | 7 a.C.-1 a.C.     | Jianping (建平 pinyin: jìan píng) 6 a.C.-3 a.C. Yuanshou (元寿 pinyin: yúan shòu) 2 a.C.-1 a.C. |
| Ping (平 pinyin: píng) | Liu Kan (刘衎 pinyin: liú kàn)                                          | 1 d.C.-6          | Yuanshi (元始 pinyin: yúan shĭ) d.C. 1-6 |
| Ruzi (孺子 pinyin: rú zi) | Liu Ying (劉婴 pinyin: liú yīng)                                        | d.C. 6-9          | Jushe (居摄 pinyin: jū shè) febbraio d.C. 6 - ottobre d.C. 8 Chushi (初始 pinyin: chū shĭ) novembre d.C. 8 - gennaio 9 |

## Arte della dinastia Han
Se l'arte prodotta dalle dinastie Shang e Zhou rappresentò compiutamente gli attributi principali dell'arte cinese, la dinastia Han può essere considerata come la portatrice del periodo classico, capace di delineare quegli elementi stilistici che diventeranno modelli di riferimento nell'età seguenti, dei Tang, Song, Ming.
Questa significativa fertilità culturale ed artistica venne raggiunta grazie alla formazione di un'unità politica, militare ed economica.
L'opera più grandiosa risultò la Grande muraglia, che ebbe il duplice effetto di proteggere i cinesi dai Mongoli e nello stesso tempo di compattarli e di spingerli verso un'espressione artistica omogenea.
Nell'antica capitale Chang'an sono stati rinvenuti, nella seconda metà del Novecento, resti architettonici risalenti al periodo Han, come anche reperti scultorei derivati dai sepolcri a tumulo ricoperti di lastre pietrose ed in terracotta. Questi reperti, per lo più costituiti da tavolette incise oppure a forma di rilievo bassissimo che risolve in effetti pittorici la prospettiva del volume reale dei corpi, descrivono scene di vita di corte, quali dame raffinate e dinamiche mentre cavalcano o conducono carrozze, o ancora contadini a cavallo sullo sfondo di scenari paesaggistici tipici.
Anche la pittura su tavolette, arrivata ai nostri tempi in pochi esemplari ma descritta accuratamente nei documenti storici letterari, ebbe il merito di immortalare le caratteristiche sociali, oltreché gli usi ed i costumi della florida ed erudita collettività aristocratica degli Han.
La tecnica pittorica utilizzata venne riferita dettagliatamente negli ornamenti del sepolcro Wangdu, rinvenuto nel 1952: la composizione per protocolli prevedeva in alternanza temi astratti presi dal mondo animale e temi realistici derivati dall'ambito rurale.
Il corredo funerario è arricchito da statuette in terracotta, i mingqi, che riproducono sia eventi e tipi della società Han sia modellini di casa, oltreché da figure femminili danzanti, vestite in modo raffinato, acconciate da vistose pettinature e manifestanti sguardi gioiosi.
Se i vasi non si discostarono troppo dagli stereotipi degli Shang e dei Zhou, gli specchi si distinsero per incisione e rilievi plastici.
Il gioiello ebbe molta diffusione e popolarità e venne lavorato con tecniche innovative, quali la doratura del bronzo, le niellatura, l'aggiunta di pietre e smalti.
La ceramica, pur seguendo i modelli dei periodi precedenti, sviluppò prodotti aventi una maggiore leggerezza d un cromatismo tendente al chiaro.

## Materiale e decorazioni funerarie del periodo Han

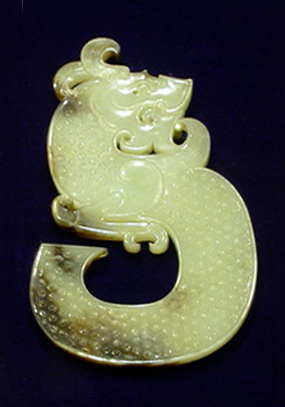
Dragone in giada, tomba del re di Chu degli Han anteriori a Xuzhou (Jiangsu), Museo Nazionale di Pechino.
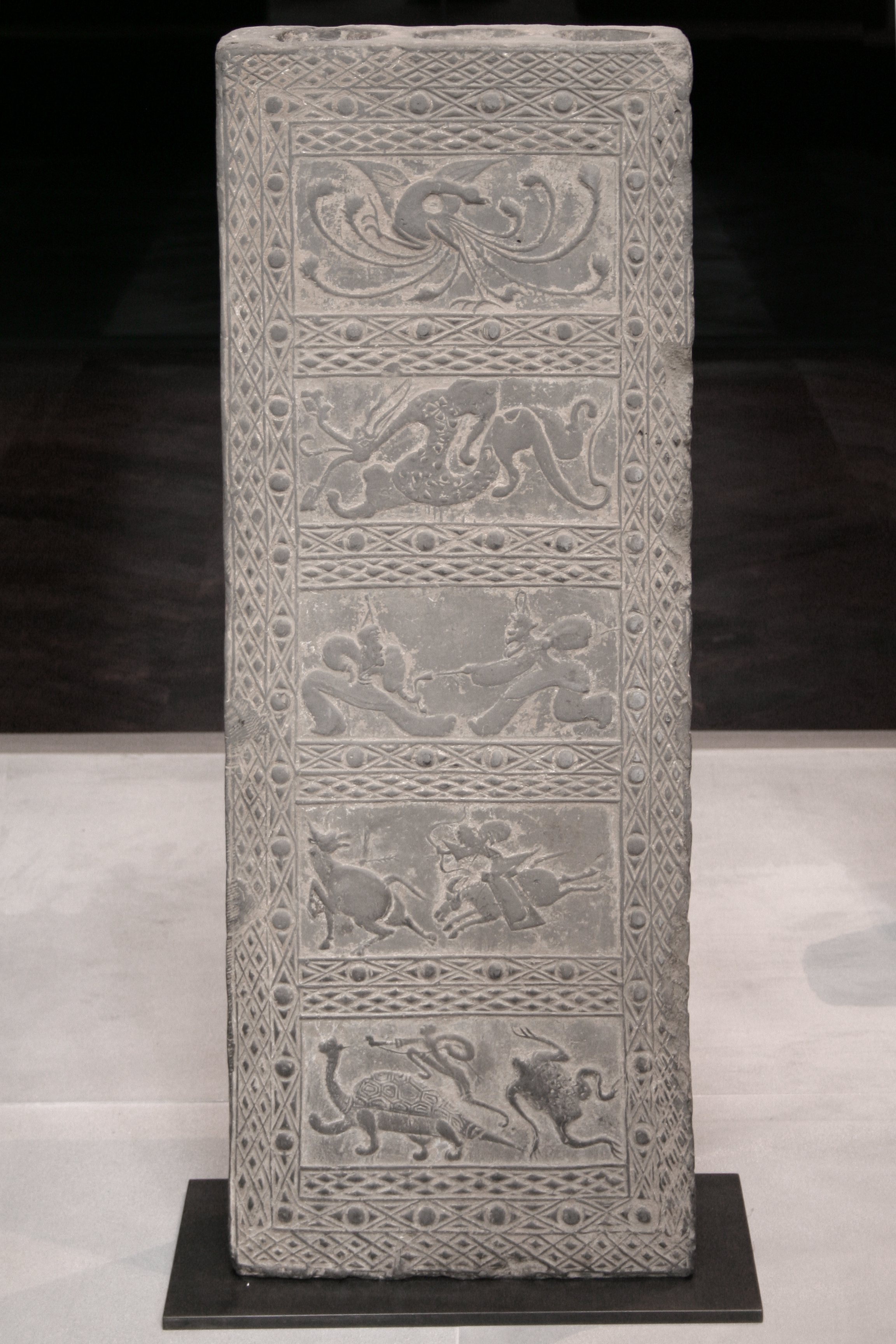
Laterizio della camera funeraria con motivo cosmologico: emblema delle quattro direzioni (N-S-E-O) e due ballerini. Fine del periodo degli Han anteriori, Museo Cernuschi.
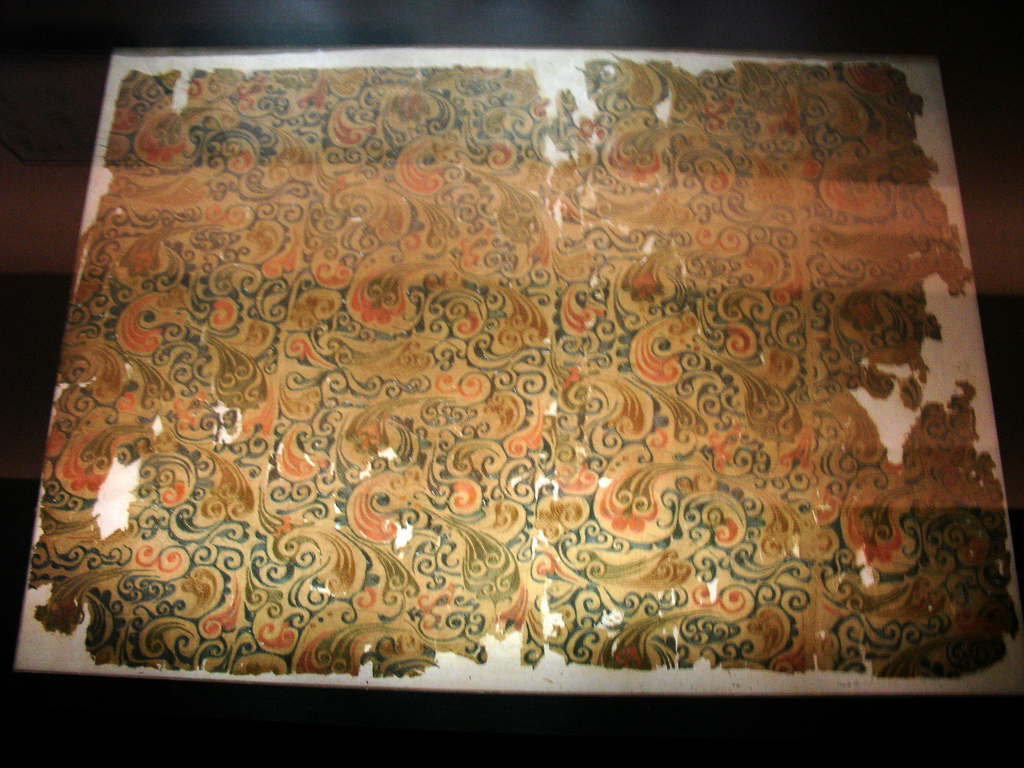
Frammento di stoffa con ricami di seta detti « di longevità (changshou) ». Han dell'Ovest La vedutaci mostra un frammento d'una trentina di centimetri di profondità. Insieme: 38 x 51 cm. Scoperto nel 1972, tomba 1, Mawangdui (Changsha, provincia dello Hunan). Museo provinciale dell'Hunan.
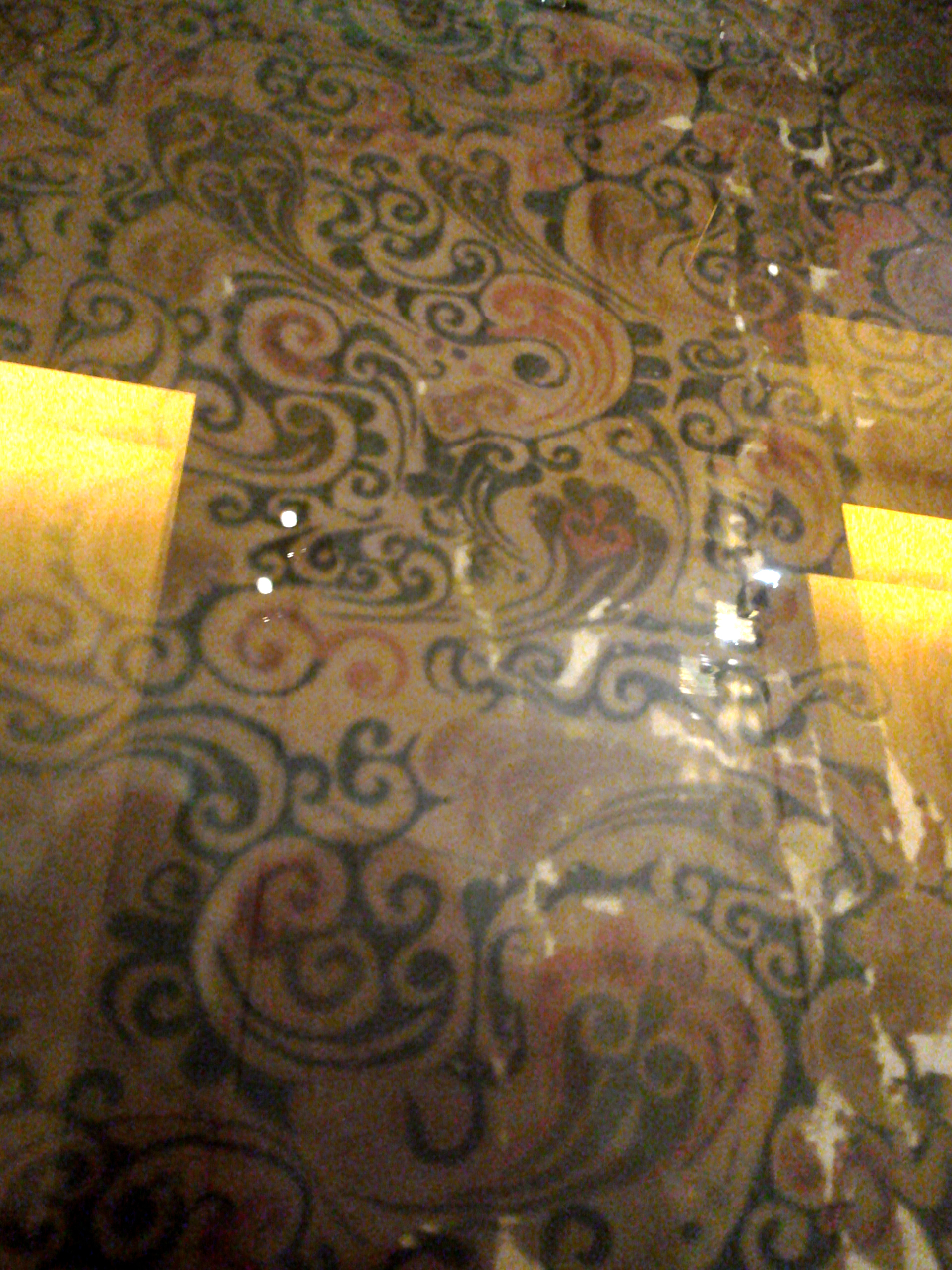
Idem, veduta ravvicinata.
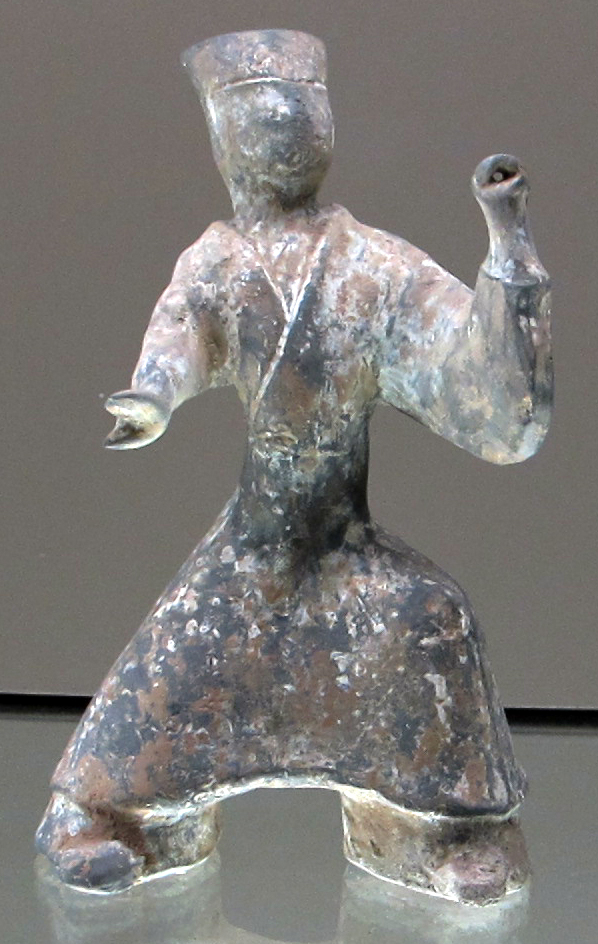
Esorcista come guardiano di tomba, ceramica funeraria mingqi. Terracotta dipinta h. 21 cm. Museo Cernuschi.
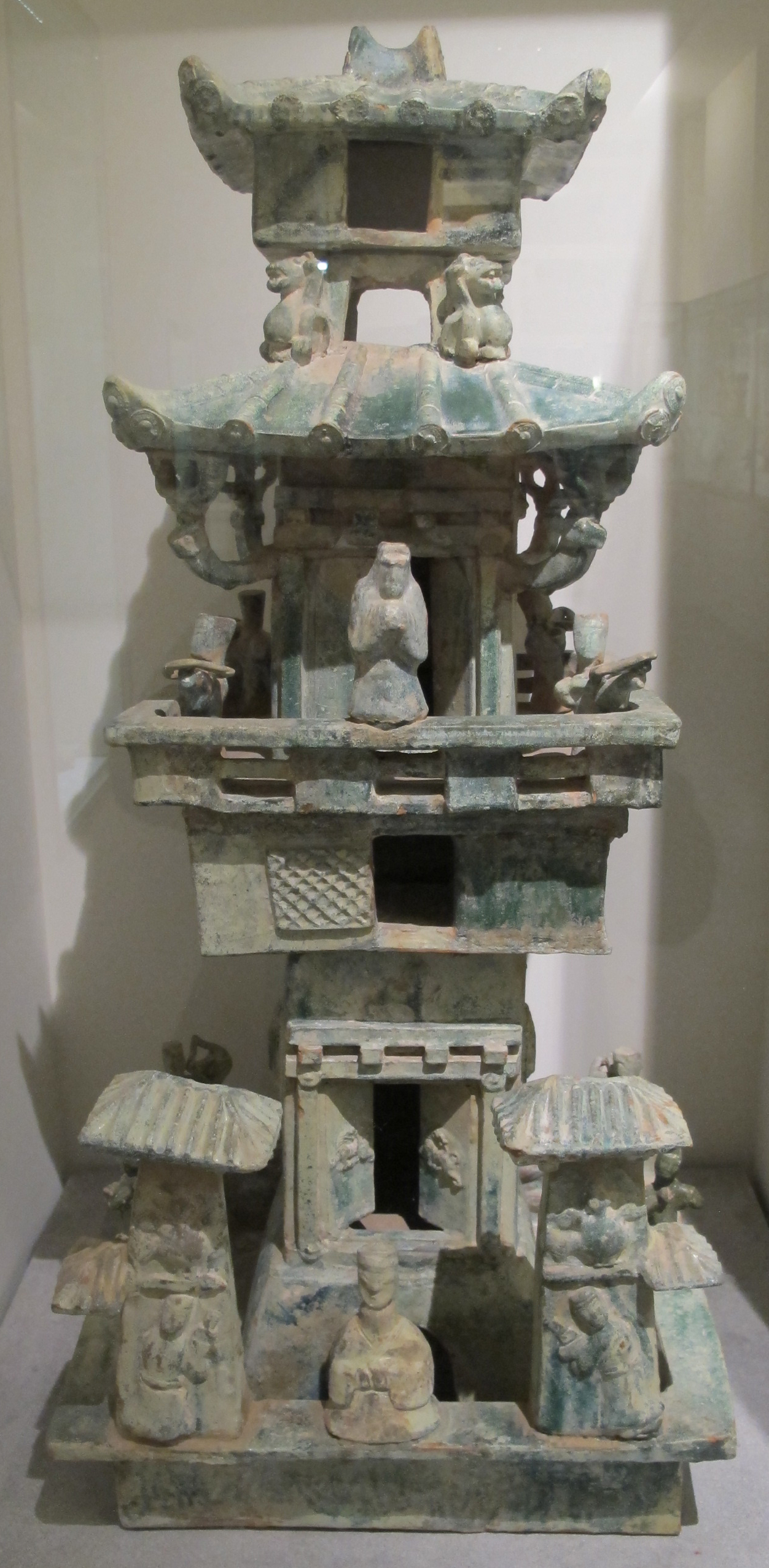
Modello in terracotta d'una torre di guardia, periodo degli Han posteriori.
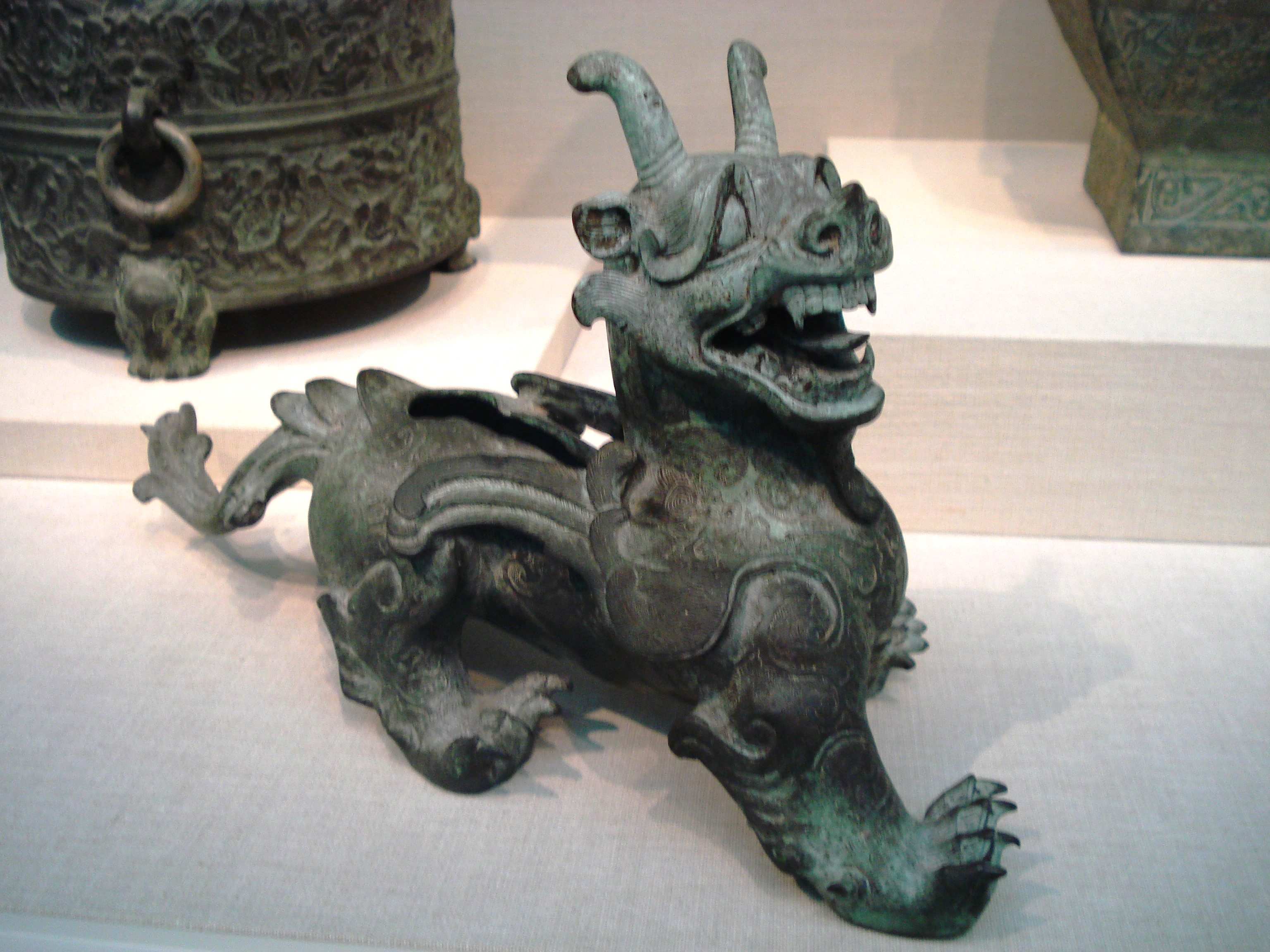
Elemento di mobile in bronzo, a forma di creatura mitologica, Han posteriori, Freer and Sackler Galleries (Washington).
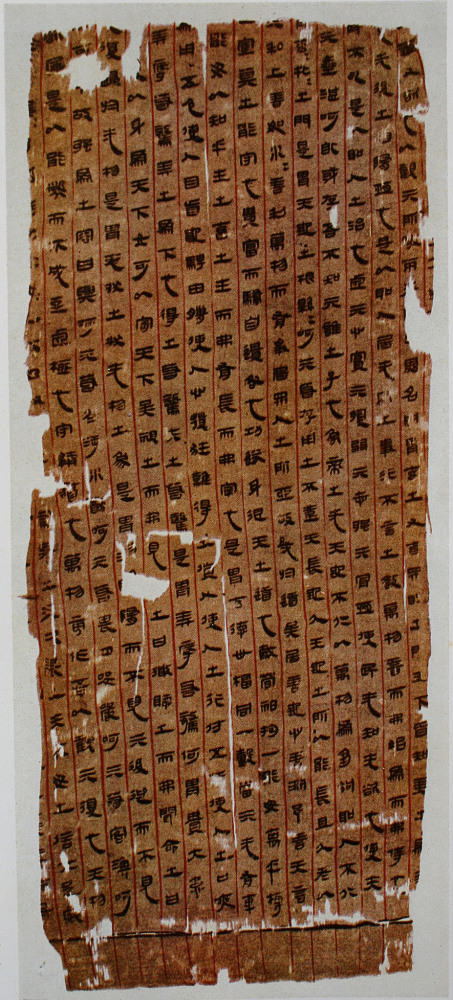
Uno dei manoscritti su seta esumato nella tomba di Mawangdui (Hunan) : versione del Laozi, inizio del II secolo